# Officier de plume
Un officier de plume est un type d’officier de la marine royale française chargé des missions administratives.

## Présentation générale
La marine royale française est organisée en cinq corps : 
- Officiers d'épée composé de combattants. Ce corps est lui-même subdivisé entre les officiers de vaisseau (service en mer) et les officiers de port (service au port pour le pilotage et l'entretien des navires).
- Officiers de plume composé des administrateurs dans les ports, dans les colonies et à bord des navires).
- Officiers des classes, qui est chargé de l'enrôlement des gens de mer sur les navires du roi.
- Le corps des galères, qui existe jusqu'en 1748.
- Officiers d'artillerie, du XVIIe au XVIIIe siècle.

## Personnalités liées
- Pierre Arnoul
- Benoît Mottet de La Fontaine
- François d'Usson de Bonrepaus

### Sources et bibliographie
- Michel Vergé-Franceschi (dir.), Dictionnaire d'histoire maritime, vol. 2, Paris, Robert Laffont, coll. « Bouquins », 2002, 1508 p. (ISBN 2-221-09744-0, BNF 38825325).
- Jean-François Asselin, Michel Vergé-Franceschi (dir.) et J.-P. Poussou (dir.), Le corps des officiers de plume dans la marine royale au XVIIIe siècle à travers l'étude de l'arsenal de Rochefort (Mémoire de maîtrise), Paris IV-Sorbonne, 2000.